# Theope devriesi
Theope devriesi is een vlindersoort uit de familie van de prachtvlinders (Riodinidae), onderfamilie Riodininae.
Theope devriesi werd in 1996 beschreven door Hall, J & Willmott.